# Boxe nos Jogos Pan-Americanos de 2023 - Até 66 kg feminino
A competição da categoria até 66 kg feminino  do boxe nos Jogos Pan-Americanos de 2023 em Santiago, Chile, foi realizada de 19 a 27 de outubro no Centro de Treinamento Olímpico. Um total de 11 boxeadoras de 11 CONs competiram.
As duas finalistas se classificaram aos Jogos Olímpicos de Verão de 2024 em Paris, França.

## Qualificação
Houve uma cota de 130 boxeadores para a competição (10 por categoria). O país-sede (Chile) recebeu vagas automáticas para todos os eventos. O restante das vagas foram concedidas através de diversos torneios qualificatórios. Todavia, o Comitê Olímpico Internacional decidiu posteriormente que a competição seria um evento de registro aberto, o que significava que um CON poderia inscrever um boxeador diretamente no torneio.

## Formato da competição
Como todos os eventos pan-americanos de boxe, a competição é um torneio direto de eliminação. Ambos os perdedores da semifinal recebem medalhas de bronze, então nenhum boxeador compete novamente após a primeira derrota. Os combates consistem em um sistema de pontuação em 3 rounds, onde o vencedor de cada round deve receber 10 pontos e o perdedor uma quantidade menor. Cinco juízes avaliam cada luta. O vencedor será o boxeador que mais marcou no final da partida.

## Medalhistas
| Ouro   | BRA Bárbara dos Santos                 |
| Prata  | USA Morelle McCane                     |
| Bronze | COL Camila Camilo CAN Charlie Cavanagh |

## Resultados
As pugilistas se enfrentam em lutas eliminatórias até a definição das medalhistas. As perdedoras das semifinais conquistam automaticamente as medalhas de bronze.
|  | Oitavas de final      | Oitavas de final      | Oitavas de final |  |  | Quartas de final       | Quartas de final       | Quartas de final       |   |                      | Semifinais           | Semifinais         | Semifinais |  |  | Final | Final | Final |
|  |                       |                       |                  |  |  |                        |                        |                        |   |                      |                      |                    |            |  |  |       |       |       |
|  |                       |                       |                  |  |  |                        |                        |                        |   |                      |                      |                    |            |  |  |       |       |       |
|  |                       |                       |                  |  |  | CAN Charlie Cavanagh   | CAN Charlie Cavanagh   | 5                      |   |                      |                      |                    |            |  |  |       |       |       |
|  | GUY Alesha Jackman    | GUY Alesha Jackman    |                  |  |  | ARG Lucía Pérez        | ARG Lucía Pérez        | 0                      |   |                      |                      |                    |            |  |  |       |       |       |
|  | ARG Lucía Pérez       | ARG Lucía Pérez       | RSC              |  |  |                        |                        |                        |   | CAN Charlie Cavanagh | CAN Charlie Cavanagh | 0                  |            |  |  |       |       |       |
|  |                       |                       |                  |  |  |                        | USA Morelle McCane     | USA Morelle McCane     | 5 |                      |                      |                    |            |  |  |       |       |       |
|  |                       |                       |                  |  |  | USA Morelle McCane     | USA Morelle McCane     | RSC                    |   |                      |                      |                    |            |  |  |       |       |       |
|  |                       |                       |                  |  |  | CRC Nicole Vega        |                        |                        |   |                      |                      |                    |            |  |  |       |       |       |
|  |                       |                       |                  |  |  |                        |                        |                        |   |                      | USA Morelle McCane   | USA Morelle McCane | 0          |  |  |       |       |       |
|  |                       |                       |                  |  |  |                        | BRA Bárbara dos Santos | BRA Bárbara dos Santos | 5 |                      |                      |                    |            |  |  |       |       |       |
|  |                       |                       |                  |  |  | COL Camila Camilo      | COL Camila Camilo      | 4                      |   |                      |                      |                    |            |  |  |       |       |       |
|  | VEN Yuliannys Álvarez | VEN Yuliannys Álvarez | 0                |  |  | PUR Stephanie Piñeiro  | PUR Stephanie Piñeiro  | 1                      |   |                      |                      |                    |            |  |  |       |       |       |
|  | PUR Stephanie Piñeiro | PUR Stephanie Piñeiro | 5                |  |  |                        |                        |                        |   | COL Camila Camilo    | COL Camila Camilo    | 2                  |            |  |  |       |       |       |
|  | DOM María Moronta     | DOM María Moronta     | RSC              |  |  |                        | BRA Bárbara dos Santos | BRA Bárbara dos Santos | 3 |                      |                      |                    |            |  |  |       |       |       |
|  | CUB Arianne Imbert    | CUB Arianne Imbert    |                  |  |  | DOM María Moronta      | DOM María Moronta      | 0                      |   |                      |                      |                    |            |  |  |       |       |       |
|  |                       |                       |                  |  |  | BRA Bárbara dos Santos | BRA Bárbara dos Santos | 5                      |   |                      |                      |                    |            |  |  |       |       |       |
|  |                       |                       |                  |  |  |                        |                        |                        |   |                      |                      |                    |            |  |  |       |       |       |